# 타라나키 지방

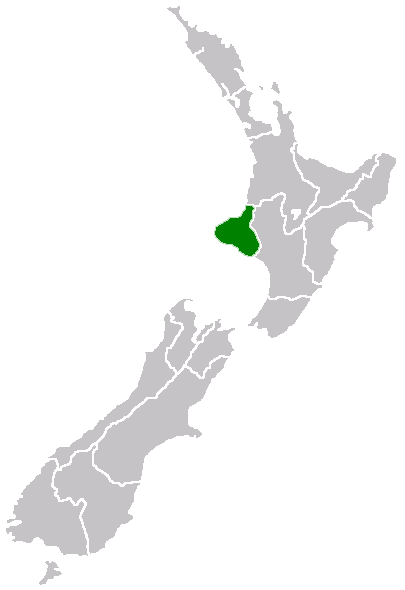
타라나키 지방의 위치(초록색)

타라나키 지방(Taranaki Region)는 뉴질랜드 북섬에 있는 지방이다. 총 면적은 7,257km2이며, 인구는 2008년 기준 107,500명으로 뉴질랜드에서 인구가 10번째로 많다. 이 지역의 주요 특징인 타라나키 산의 이름을 따서 지어졌다. 주도는 스트랫퍼드이며, 최대 도시는 뉴질랜드 최고의 도시로 선정된 뉴플리머스로 타라나키 총 인구의 65% 이상이 이곳에 살고 있다. 뉴플리머스는 잉글레우드, 와이타라와 함께 타라나키의 북쪽에 있고, 남쪽에는 하웨라, 스트랫퍼드와 엘트햄이라는 마을이 있다.

## 지리와 인구

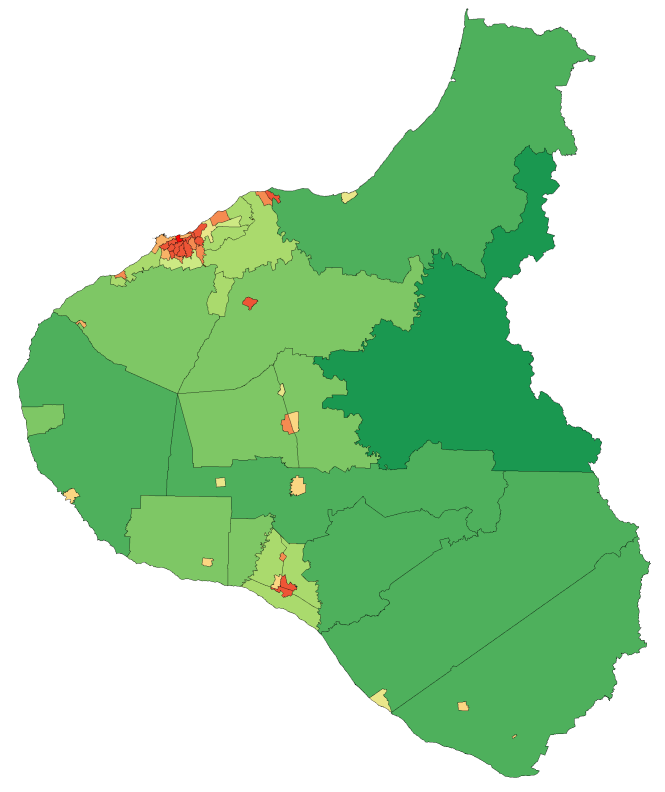
타라나키 지방의 인구밀도

타라나키는 북섬의 서해안에 있으며, 화산을 둘러싸고 있다. 해안의 중심인 케이프 에그몬트를 중심으로 두 개의 해안으로 나뉘며, 각각 북 타라나키 해안과 남 타라나키 해안으로 불린다.
타라나키 산(마오리어:Te Maunga O Taranaki)은 에그몬트 산이라고도 불리며 뉴질랜드에서 두 번째로 큰 산으로 타라나키 지방의 중요한 특징이다. 마오리 전설에 의하면 타라나키 산은 본래 통가리로 산, 느가우루호에 산, 루아페후 산과 함께 살았는데, 통가리로 산과 싸운 이후 이 지역으로 옮겨왔다고 한다.
완벽한 원뿔 모양의 타라나키 산은 18세기 중반 마지막으로 폭발했다. 타라나키 산과 주위의 지역이 에그몬트 국립 공원으로 지정되어 있다.
마오리들이 원래부터 타라나키라고 불렀음에도 제임스 쿡 선장이 자신의 항해에 도움을 준 영국 해군 본부 위원회 수석 위원의 이름을 따 에그몬트로 이름을 바꾸었다. 공식 이름은 《타라나키산 혹은 에그몬트산》이다.
총 면적은 7,257km2이며, 인구는 107,500명이다. 그중 절반 이상이 뉴플리머스에 산다. 그외에 와이타라, 잉글레우드, 스트랫퍼드, 오푸나케, 오카토, 카퐁아, 엘트햄, 하웨라, 하테아, 웨벌리 등의 마을이 있다.
이곳에는 수 세기 동안 뚜렷한 마오리 문화가 자리잡았으며, 6개의 부족들이 있다.

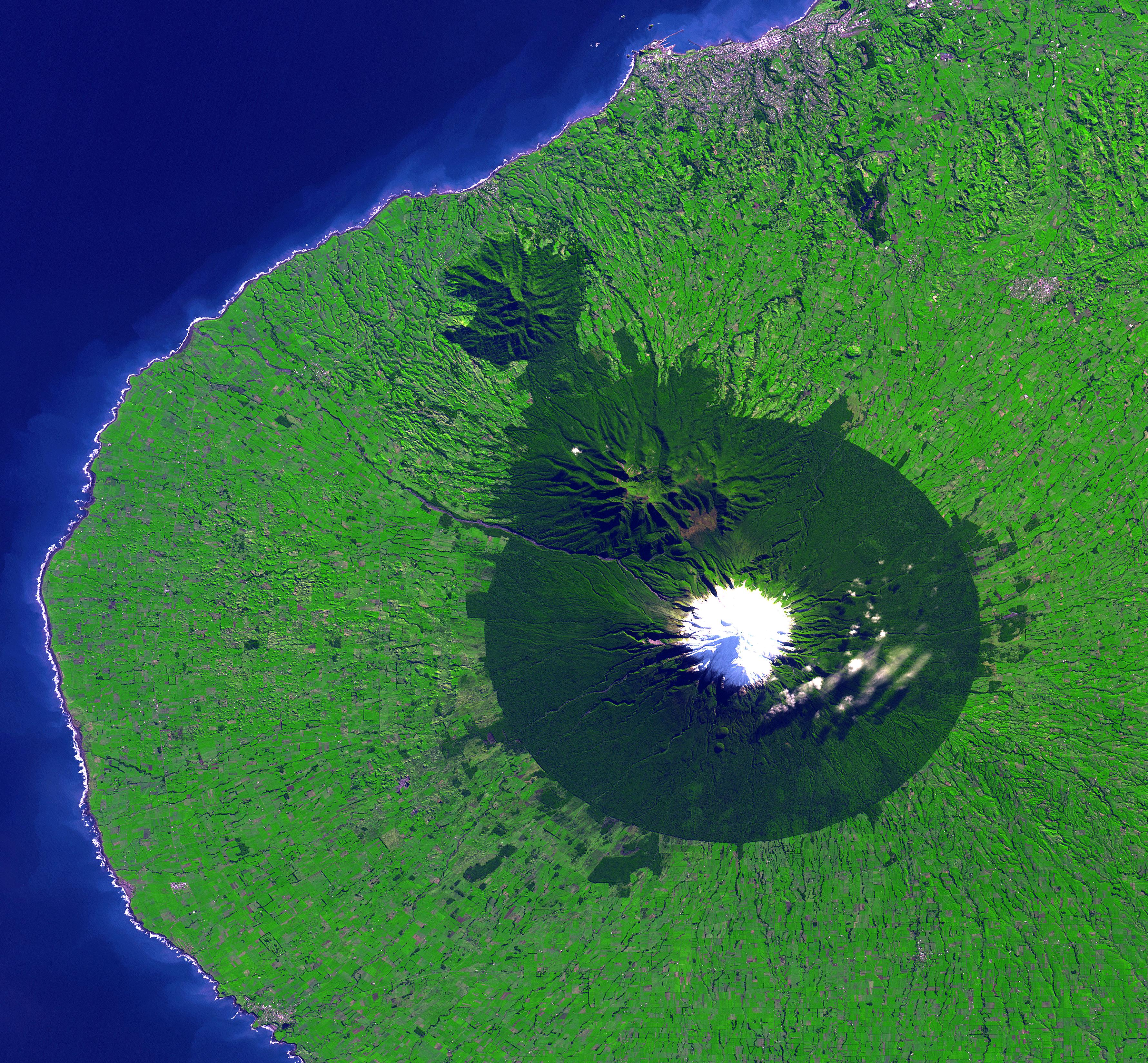
타라나키 산의 항공사진

많은 강수량과 화산 폭발 덕분에 비옥한 토지가 발달되어 있다. 낙농업이 주를 이루고, 남반구에서 두 번째로 큰 우유 공장이 있다. 또한 뭍과 바다 모두에 기름과 가스가 묻혀 있다.
태즈먼 해를 향해 튀어나와 있기 때문에 서핑이나 윈드서핑을 즐기기에 최적이며, 몇 군데의 해변은 세계적 명소로 평가받는다.